# Liga Narodowa (partia polityczna)
Liga Narodowa (LN) – polska prawicowa partia polityczna, zarejestrowana pierwotnie 11 stycznia 2007 jako Ruch Ludowo-Narodowy (pod tą nazwą działała do 27 kwietnia 2013). Założona została głównie przez byłych działaczy Ligi Polskich Rodzin i Samoobrony RP. Jako RLN miała charakter narodowo-ludowy, natomiast jako LN odwoływała się jedynie do narodowej demokracji. LN została wyrejestrowana 6 lutego 2023.

## Historia partii
Partię Ruch Ludowo-Narodowy utworzyli posłowie Koła Poselskiego Ruch Ludowo-Chrześcijański (Józef Cepil, Piotr Cybulski, Tadeusz Dębicki, Bogusław Kowalski, Józef Pilarz, Anna Sobecka i Krzysztof Szyga, czyli wszyscy członkowie koła oprócz Gabrieli Masłowskiej, która wstąpiła później do partii). Ruch Ludowo-Narodowy, według założycieli, mógł liczyć także na 7 senatorów – członków Senatorskiego Klubu Narodowego (jednak członkiem partii został jedynie Waldemar Kraska). 7 maja 2007 Koło Poselskie RLCh zmieniło nazwę na „Koło Poselskie RLN”.
W wyborach parlamentarnych w 2007 RLN wystartował z list Prawa i Sprawiedliwości, wprowadzając do parlamentu 3 posłów (Bogusława Kowalskiego, Annę Sobecką i Gabrielę Masłowską) oraz 1 senatora (Waldemara Kraskę). Z listy Samoobrony RP bezskutecznie kandydował do Sejmu także należący do Ruchu Józef Pilarz. Parlamentarzyści RLN wybrani z ramienia PiS zasiedli w Klubie Parlamentarnym tej partii.
Przed wyborami do Parlamentu Europejskiego w 2009 RLN podjął decyzję o kontynuacji współpracy z PiS, jednak członkowie partii nie wystartowali w wyborach. 20 kwietnia 2010 Ruch podpisał porozumienie o współpracy z Ligą Obrony Suwerenności. W wyborach prezydenckich w 2010 RLN udzielił poparcia kandydatowi PiS Jarosławowi Kaczyńskiemu. W wyborach samorządowych w tym samym roku kandydaci RLN ponownie znaleźli się na listach Prawa i Sprawiedliwości.
Na przełomie stycznia i lutego 2011 wszyscy rekomendowani przez RLN parlamentarzyści wstąpili do PiS. W związku z opuszczeniem partii przez jej szefa Bogusława Kowalskiego, obowiązki przewodniczącego objął tymczasowo szef rady naczelnej partii Wiesław Kosobudzki. 19 lutego 2011 Zarząd Główny RLN powierzył funkcję p.o. przewodniczącego Krzysztofowi Filipkowi.
Przed wyborami parlamentarnymi w 2011 RLN zawarł porozumienie z partią Polska Jest Najważniejsza, na mocy którego na 2. miejscu listy PJN do Sejmu w okręgu konińskim znalazł się wiceprzewodniczący RLN Tadeusz Dębicki. Otrzymał on w wyborach 382 głosy, a PJN nie osiągnęła progu wyborczego.
28 stycznia 2012 na nowego p.o. przewodniczącego RLN (i przewodniczącego ZG) został wybrany Zbigniew Lipiński.
W maju 2012 został powołany Okręg Norweski RLN-OWP, obejmujący swym zasięgiem działaczy Ruchu i Obozu Wielkiej Polski pracujących w Norwegii.
27 kwietnia 2013 na kongresie nastąpiła zmiana nazwy Ruchu Ludowo-Narodowego na „Liga Narodowa”, zaś szefem ugrupowania pozostał Zbigniew Lipiński. Powodem zmiany nazwy było wcześniejsze odejście z RLN dawnych polityków Samoobrony RP.
W eurowyborach w 2014 LN nie wystartowała. Partia współtworzyła ruch Wspólnota Patriotyzm Solidarność, który wystartował w wyborach samorządowych w tym samym roku. LN aktywnie popierała kandydaturę Konrada Rękasa (startującego z ramienia komitetu związanego z Nową Prawicą) na prezydenta Chełma.
10 grudnia 2014 RLN został wykreślony z ewidencji partii politycznych, jednak 12 stycznia 2017 w ewidencji znalazła się LN, co miało miejsce w wyniku przerejestrowania powstałej w 2014 partii Tak dla Polski – kierowanej przez Przemysława Piastę (wówczas jednocześnie działacza KORWiN, z której odszedł w tym samym roku), w miejsce którego wpisano Zbigniewa Lipińskiego jako prezesa do rejestru. W wyborach samorządowych w 2018, ani w wyborach do PE w 2019 partia nie wystartowała. W wyborach parlamentarnych w 2019 liderzy LN Zbigniew Lipiński i Zenon Dziedzic kandydowali bezskutecznie do Sejmu z list Konfederacji Wolność i Niepodległość. 6 lutego 2023 LN, w wyniku niezłożenia sprawozdania finansowego za 2021 rok, została wykreślona z ewidencji partii politycznych.

## Zarząd LN (pod koniec działalności)
Prezes:
- Zbigniew Lipiński

Sekretarz:
- Wojciech Olszak

Pozostali członkowie:
- Maciej Eckardt
- Krzysztof Musiałek
- Dawid Piasta
- Przemysław Piasta
- Robert Strąk

## Szefowie partii

### Przewodniczący RLN
- od lutego 2007 do stycznia 2011: Bogusław Kowalski
- od stycznia 2011 do 19 lutego 2011: Wiesław Kosobudzki (p.o.)
- od 19 lutego 2011 do 28 stycznia 2012: Krzysztof Filipek (p.o.)
- od 28 stycznia 2012 do 27 kwietnia 2023: Zbigniew Lipiński (p.o.)

### Prezes LN
- od 27 kwietnia 2013 do 6 lutego 2023: Zbigniew Lipiński

## Parlamentarzyści

### Koło Poselskie RLN w Sejmie V kadencji
Koło Poselskie Ruch Ludowo-Narodowy powstało ponownie 7 maja 2007 ze zmiany nazwy (wcześniej Koło Poselskie RLCh). Koło tworzyli:
- Józef Cepil – do 22 sierpnia 2007, przeszedł do Prawa i Sprawiedliwości
- Tadeusz Dębicki
- Bogusław Kowalski – przewodniczący koła i sekretarz stanu w Ministerstwie Transportu
- Gabriela Masłowska
- Józef Pilarz
- Anna Sobecka
- Leszek Sułek – od 5 września 2007, po opuszczeniu Samoobrony Rzeczpospolitej Polskiej
- Krzysztof Szyga

### Senator RLN, członekSenatorskiego Klubu Narodowego
- Waldemar Kraska

### Posłowie VI kadencji wybrani z rekomendacji RLN w KPPiS
- Bogusław Kowalski
- Gabriela Masłowska
- Anna Sobecka

### Senator VII kadencji wybrany z rekomendacji RLN w KP PiS
- Waldemar Kraska